# 龍ヶ浜広宣
龍ヶ浜 広宣（りゅうがはま ひろのり、1963年8月16日 - ）は、静岡県浜松市出身で時津風部屋に所属した元大相撲力士。本名は柴田 広宣（しばた ひろのり）、185cm、144kg。得意技は左四つ、寄り。血液型はB型。最高位は西十両7枚目。兄は元ボクシングスーパーウェルター級日本王者の柴田賢治。

## 経歴
鮎料理店「滝沢園」の三男で、浜松市立北星中学校ではサッカー部に所属し、ゴールキーパーとして活躍した。興誠高等学校に進学してからも引き続きサッカー部でゴールキーパーを務め、高校2年生の時には静岡西部の選抜チームに選ばれて韓国にも遠征した。スーパーでアルバイトをしていたときに時津風親方（元大関・豊山）の知人から入門を勧められて迷っていたが、上京して後楽園ホールで兄が出場したボクシングの試合を見に行った時に時津風部屋入門を決意した。
1981年1月場所に初土俵。序二段を通過するのに約3年の月日を費やし、幕下でも長い間下位に留まるなど出世は早くなかったが、1989年11月に母校である興誠高等学校の校長が「天龍川の龍が浜松の砂浜より舞い上がる」との願いを込めて龍ヶ浜と命名すると一気に番付を駆け上がっていき、1990年9月場所に十両昇進を果たした。以後5場所連続で十両を務めた。1991年7月場所に幕下に陥落。1992年1月場所に28歳で廃業。廃業した後は浜松市西区 (現・中央区) 入野町で相撲料理店「相撲茶屋ちゃんこ龍ヶ浜」を経営していたが、2023年3月15日に静岡地裁浜松支部において破産手続開始決定を受けた。同社は、1992年に設立したちゃんこ料理店で、龍ヶ浜が提供する本格ちゃんこ鍋のほか、各種料理で評判となり好評を得ていた。しかし、新型コロナウイルス感染拡大の影響による業績悪化で、経営が成り立たなくなった。

## 主な成績
- 通算成績：256勝239敗7休 勝率.517
- 十両成績：32勝43敗 勝率.427
- 現役在位：67場所
- 十両在位：5場所

### 場所別成績
| | 一月場所 初場所（東京） | 三月場所 春場所（大阪） | 五月場所 夏場所（東京） | 七月場所 名古屋場所（愛知） | 九月場所 秋場所（東京） | 十一月場所 九州場所（福岡） |
| --- | ----------------------- | ----------------------- | ----------------------- | --------------------------- | ----------------------- | --------------------------- |
| 1981年 （昭和56年） | （前相撲）              | 西序ノ口29枚目 4–3      | 東序二段118枚目 3–4     | 西序二段128枚目 5–2         | 東序二段80枚目 4–3      | 西序二段59枚目 1–6          |
| 1982年 （昭和57年） | 東序二段92枚目 3–4      | 東序二段114枚目 5–2     | 東序二段74枚目 3–4      | 西序二段86枚目 6–1          | 西序二段16枚目 2–5      | 西序二段38枚目 2–5          |
| 1983年 （昭和58年） | 西序二段63枚目 4–3      | 西序二段46枚目 3–4      | 東序二段66枚目 6–1      | 西序二段筆頭 2–5            | 東序二段32枚目 5–2      | 東序二段筆頭 2–5            |
| 1984年 （昭和59年） | 西序二段17枚目 5–2      | 西三段目81枚目 2–5      | 東序二段7枚目 5–2       | 東三段目69枚目 4–3          | 西三段目47枚目 3–4      | 東三段目63枚目 2–5          |
| 1985年 （昭和60年） | 東三段目96枚目 5–2      | 東三段目64枚目 3–4      | 東三段目83枚目 5–2      | 東三段目51枚目 5–2          | 東三段目22枚目 4–3      | 西三段目4枚目 3–4           |
| 1986年 （昭和61年） | 西三段目20枚目 4–3      | 西三段目6枚目 3–4       | 西三段目21枚目 2–5      | 西三段目58枚目 5–2          | 東三段目23枚目 5–2      | 東幕下59枚目 4–3            |
| 1987年 （昭和62年） | 西幕下46枚目 4–3        | 東幕下38枚目 3–4        | 東幕下48枚目 5–2        | 西幕下28枚目 3–4            | 東幕下36枚目 4–3        | 東幕下26枚目 3–4            |
| 1988年 （昭和63年） | 西幕下36枚目 3–4        | 西幕下48枚目 4–3        | 東幕下36枚目 3–4        | 西幕下46枚目 5–2            | 東幕下29枚目 4–3        | 東幕下21枚目 3–4            |
| 1989年 （平成元年） | 西幕下29枚目 3–4        | 西幕下35枚目 5–2        | 東幕下20枚目 3–4        | 東幕下27枚目 3–4            | 東幕下36枚目 3–4        | 西幕下46枚目 5–2            |
| 1990年 （平成2年） | 西幕下29枚目 5–2        | 東幕下15枚目 6–1        | 東幕下4枚目 4–3         | 東幕下筆頭 5–2              | 東十両12枚目 8–7        | 西十両7枚目 7–8             |
| 1991年 （平成3年） | 西十両8枚目 7–8         | 東十両11枚目 6–9        | 西十両13枚目 4–11       | 西幕下9枚目 5–2             | 東幕下4枚目 3–4         | 西幕下8枚目 1–6             |
| 1992年 （平成4年） | 東幕下34枚目 引退 0–0–7 | x                       | x                       | x                           | x                       | x                           |
| 各欄の数字は、「勝ち-負け-休場」を示す。 優勝 引退 休場 十両 幕下 三賞：敢=敢闘賞、殊=殊勲賞、技=技能賞 その他：★=金星 番付階級：幕内 - 十両 - 幕下 - 三段目 - 序二段 - 序ノ口 幕内序列：横綱 - 大関 - 関脇 - 小結 - 前頭（「#数字」は各位内の序列） |                         |                         |                         |                             |                         |                             |

## 改名歴
- 柴田 広宣（しばた ひろのり）1981年1月場所 - 1989年9月場所
- 龍ヶ浜 広宣（りゅうがはま ひろのり）1989年11月場所 - 1992年1月場所